# マルク・ラヴリー
マルク・ラヴリー（מרק לברי, ラテン文字転写：Marc Lavry, 1903年12月22日 - 1967年3月24日）は、イスラエルの作曲家、指揮者。

## 概要
ラトビアのリガ出身のユダヤ系。リガで音楽を学び、ライプツィヒ音楽院に留学した。その後、アレクサンドル・グラズノフに師事。1926年にベルリンに移住して劇場で仕事を始めた。1929年から1932年までベルリン交響楽団の指揮者を務めた。しかし、ナチス政権の成立した1933年にラトビアに帰り、リガ・オペラで働いた。1934年にスウェーデンのストックホルムに居を移し、さらに1935年にパレスチナに移住した。
パレスチナに到着した1年後の1936年に交響詩「谷」を作曲した。これは彼のもっとも有名な作品の1つとなり、イスラエルを代表する音楽としてイスラエル・フィルハーモニー管弦楽団の最初の世界ツアーで演奏された。
作品にはオペラ、オラトリオ、交響詩などがあり、西アジアの民謡とユダヤ教の詠唱の影響を受けたものである。また振付師のゲルトルート・クラウスとともにイスラエルのバレエを打ち立てた。その他に合唱曲とアリアはイスラエル内外の合唱団と歌手のレパートリーとなっている。さらに作曲家としてのみならず指揮者としても活動し、1962年よりハイファ交響楽団の指揮者を務めた。
1967年、ハイファで死去。